# Efficeon

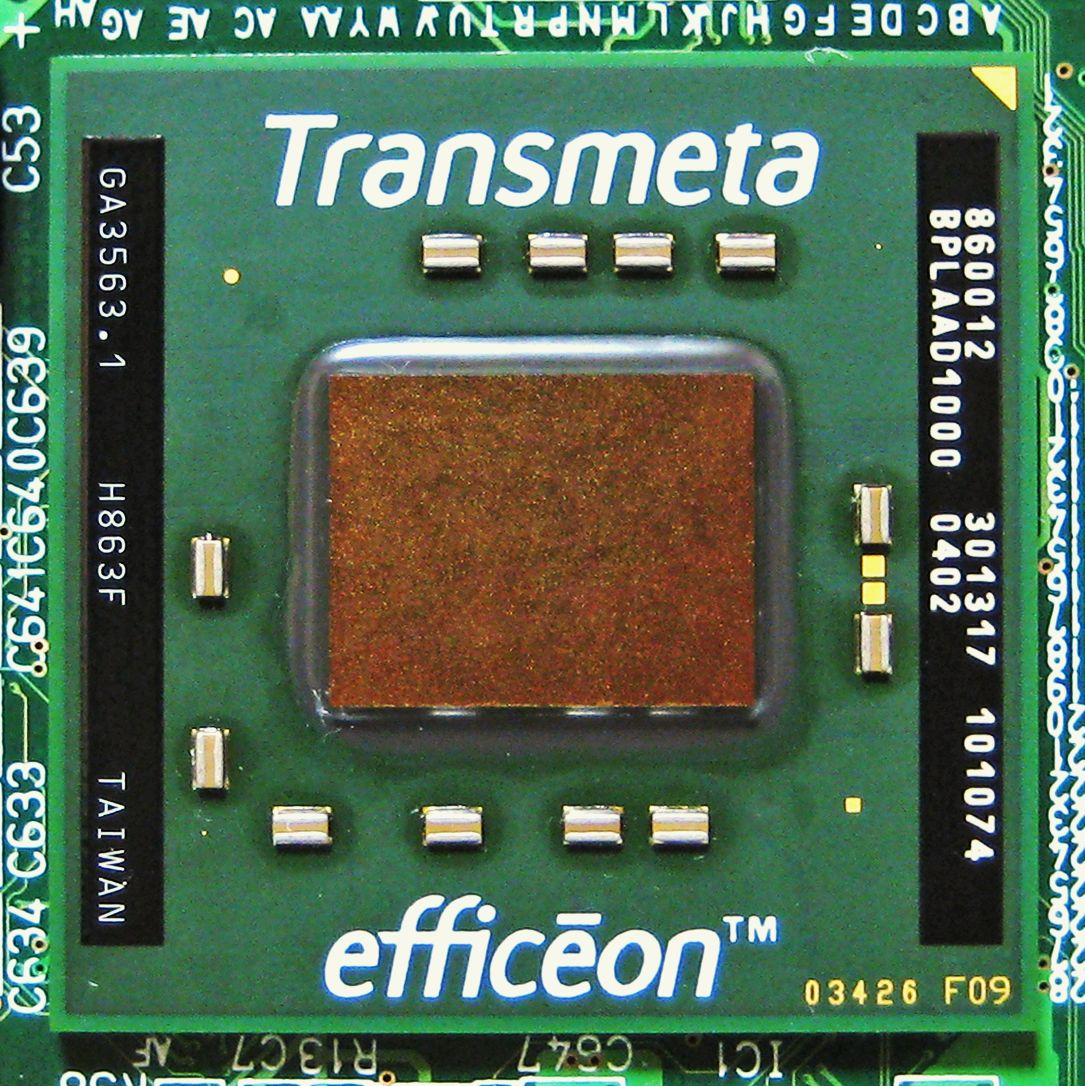
L'Efficeon TM8600

L'Efficeon est un microprocesseur produit par la société Transmeta. Il est apparu sur le marché (TM8600) en octobre 2003, et équipe le portable Actius MM20 de Sharp sorti en avril 2004.
Dernier né de la compagnie avant sa restructuration, ce microprocesseur est essentiellement destiné à conquérir le marché des terminaux mobiles. Tout comme son grand frère le Crusoe, il intègre un ensemble de technologies destinées à réduire sa consommation électrique.
L'Efficeon est un processeur 256 bits VLIW de seconde génération. Ils utilisent une couche d'abstraction logicielle, ou la machine virtuelle, connue sous le nom de logiciel de Morphing de code, il permet de convertir un code initialement prévu pour fonctionner sur les processeurs x86 vers un ensemble d'instructions propres au VLIW. Comme son prédécesseur, le Transmeta Crusoe  il possède  une architecture en 128 bits VLIW  qui lui permet d'être efficace tout en ayant une consommation énergétique réduite et une dissipation thermique basse.
Efficeon dispose d'un ensemble de dispositifs propres aux processeurs Intel Pentium 4 et Opteron d'AMD. Ainsi il supporte un contrôleur mémoire intégré, un bus E/S HyperTransport, le NX bit communément appelé bit de non exécution, et le jeu d'instructions AMD64 qui lui donne la possibilité d'être compatible avec du code 64 bits.

## Différents modèles
| Modèles | Fréquence         | L1 Instruction Cache | L1 Data Cache | L2 Write-Back Cache | Instructions multimédia |
| ------- | ----------------- | -------------------- | ------------- | ------------------- | ----------------------- |
| TM 8820 | À partir 1,4 GHz  | 128 Kio              | 64 Kio        | 1 Mio               | MMX, SSE-SSE3           |
| TM 8800 | À partir 1,7 GHz  | 128 Kio              | 64 Kio        | 1 Mio               | MMX, SSE-SSE3           |
| TM 8620 | 1,0 GHz - 1,1 GHz | 128 Kio              | 64 Kio        | 1 Mio               | MMX, SSE-SSE3           |
| TM 8600 | 1,0 GHz - 1,1 GHz | 128 Kio              | 64 Kio        | 1 Mio               | MMX, SSE-SSE3           |